# Adiós, muñeca
Adiós, muñeca es una película basada en la novela Farewell, My Lovely de Raymond Chandler. Obtuvo una nominación al Óscar a la mejor actriz de reparto (Sylvia Miles).

## Argumento
En Los Ángeles, en 1941 el detective Philip Marlowe (Robert Mitchum) tiene el encargo de encontrar a Velma, una bailarina que había trabajado en un club nocturno, y a su amigo Moose, que acaba de salir de la cárcel. Las investigaciones que lleva a cabo Marlowe le colocan ante situaciones peligrosas, ya que tiene que ver a personajes oscuros y de dudosa honestidad. En estas circunstancias no le resultará nada fácil cumplir con su misión.

## Premios

### Óscar
| Año  | Categoría                          | Película     | Resultado |
| ---- | ---------------------------------- | ------------ | --------- |
| 1975 | Óscar a la mejor actriz de reparto | Sylvia Miles | Candidata |